# Trận New Orleans (1862)
Trận New Orleans (25 tháng 4 - 1 tháng 5 năm 1862) là một sự kiện quan trọng đối với phe miền Bắc trong cuộc Nội chiến Hoa Kỳ. Sau khi chiến thắng trong trận chiến tại các đồn quân sự Jackson và St. Philip, quân miền Bắc đã chiếm được New Orleans mà không gặp phải sự kháng cự nào, tránh cho nó sự tàn phá mà nhiều thành phố miền Nam khác đã phải chịu. Tuy nhiên sau đó, một chính quyền quân sự đã được thành lập và cai trị thành phố một cách khắc nghiệt, gây ra nhiều tranh cãi, xung đột và bất bình trong một thời gian dài. Việc thành phố lớn nhất này của Liên minh miền Nam thất thủ là một trong những bước ngoặt của cuộc chiến và cũng là một sự kiện có tầm quan trọng quốc tế.